# Ticumán
Ticumán es un pueblo perteneciente al municipio de Tlaltizapán en el estado de Morelos, México.

## Geografía
Se encuentra a 18 kilómetros de Yautepec, en un valle agrícola dedicado principalmente al cultivo de caña de azúcar. El valle es cruzado por el río Yautepec y el río de Las Estacas. También cuenta con estanques para la cría de peces.
- Altitud: 981 metros.
- Latitud: 18°45′ N
- Longitud: 99°7′ O

## Clima
Cuenta con una temperatura media anual de 23°C como mínima y 32 °C como máxima.
Su promedio de precipitación apreciable en el año, es de 75 días, teniendo su máximo en los meses de junio a septiembre con un promedio de 15 días de lluvia por mes.
Los datos climatológicos son registrados por la estación meteorológica Ticumán#00017018 del Servicio Meteorológico Nacional de México desde el año de 1961.

## Economía
La Hacienda de Ticumán (enlace roto disponible en Internet Archive; véase el historial, la primera versión y la última). surgió para explotar el cultivo de la caña de azúcar, siendo actualmente una de sus principales actividades en la extensión del valle. El riego se basa principalmente en canales llamado Apantle.
El comercio se realiza en la plaza del pueblo, el mercado y la calle principal que es parte de la carretera. Este se dedica a satisfacer el mercado local, los visitantes de los balnearios, los propietarios de casas de campo en los fraccionamientos del valle y los turistas que cruzan el pueblo. En los establecimientos predomina la venta de comida, antojitos, bebidas típicas y abarrotes básicos (refrescos, cerveza, hielo).
Los servicios que realiza una parte de la población son para los fraccionamientos y balnearios del valle. De ahí viene un ingreso importante, ya que los dueños de casas de campo y visitantes a los balnearios, requieren de diversos servicios, entre los principales la jardinería, construcción, mantenimiento, vigilancia y cuidado de albercas.
La aportación que tiene a la economía los estanques de cultivo de peces es mínima y se encuentra en declive.
Así mismo, cuenta con una presencia importante de ganadería contando con "Rancho Roemi" con ganado para el abasto y pie de cría de diferentes razas ovinas (Dorper, Katahdin y Charolais), así mismo crías avícolas, porcinas y bovinas

## Atractivos Turísticos
Su principal atractivo turístico es el clima, además de contar con lugares que lo hace un pueblo mágico, entre los que se encuentran la plaza del pueblo, donde se encuentra un hermoso palacio municipal y se realizan eventos culturales, el Museo Manantial de la Cultura, donde existen piezas prehispánicas que se han encontrado en la región, cuenta también con atractivos naturales y culturales como cuevas, Santuario del Murciélago. La Hacienda de Xochimancas que fue abandonada en medio de la naturaleza, pinturas rupestres que datan de la cultura olmeca y tlahuica. Existe un corredor ecoturístico, donde se hacen visitas guiadas a las cuevas y haciendas ya sea en automóvil, o a caballo, también se cuenta con un taller de confección de trajes de Chinelo.

### Río de Las Estacas
El sitio turístico más conocido es el balneario del río de Las Estacas en el que se practica el buceo libre y con aparatos. El balneario es famoso por el nacimiento del río de agua fría debido a que se origina por manantiales alimentados por los volcanes Popocatépetl e Iztaccíhuatl. El manantial libera aproximadamente 7000 litros de agua por segundo, creando una corriente fuerte sobre todo en las partes más estrechas del río.
En el primer trayecto de un kilómetro del río se encuentra el balneario. En este se encuentran árboles de amate, varias pozas como la Poza Chica y la Poza Azul. Se pueden observar diversos peces, tortugas y langostinos.
En particular, Ticumán es una zona muy rica en registro de fósiles marinos, donde se encuentran restos de conchas, esponjas y caracoles.

### Manantial del Pueblo
Es un manantial natural dentro del pueblo su belleza es magnífica.
A partir de 2020 el manantial se fue secando hasta el día de hoy.
Algunos piensan que es por el sismo del año 2017 otros piensan que es debido al gobierno que desvió el agua para algunas presas de iniciativa privada.

### Plaza y Mercado
La plaza se encuentra a un lado del Palacio Municipal y de la calle principal. La plaza es una construcción reciente ya que el Kiosco, monumento a los héroes patrios, jardines y canchas de baloncesto se construyó en el año de 1984.
El mercado se construyó en el mismo año que la plaza y cuenta con locales de carnicerías, verdulerías, fruterías, panaderías, restaurantes, granos, semillas, farmacias.tiendas de abarrotes y cremerias

### Cueva del Gallo
Es una cueva, un lugar mágico, con un paisaje natural imponente, que deslumbra al turista, en donde nuestros ancestros realizaban ofrendas al dios tláloc. Se realizan visitas guiadas al interior de la cueva, donde se cree que era un panteón de nobles, además de contar con pinturas rupestres.

## Fiestas

### San Diego
El 13 de noviembre se celebra a San Diego.  Una festividad organizada por los habitantes del barrio de San Diego, mismo que se encuentra a la salida del Pueblo de Ticumán. Dentro de la festividad religiosa un día antes en las Vísperas, se hace la entrada de promesas, en las que familias donan arreglos florales y ceras que acompañaran el festejo del santo.
Durante su día le llevan mañanitas acompañadas por una banda de viento originaria de la comunidad.  Posteriormente por la tarde, se hace la Misa en honor al Santo Patrón en donde la comunidad participa fervorosamente, al término de la celebración,  se comparte el pan y la sal con las familias, gracias a la cooperación  que la mayaordomia del Santo, con ayuda económica de la comunidad hacen posible esta convivencia.
Al finalizar la convivencia, se preparan para acompañar la imagen del Santo en su procesión por las principales calles del pueblo.
Durante la noche, se organizan  Jaripeos en la plaza de toros que lleva por nombre San Diego de Alcala.

SANTO DOMINGO DE GUZMÁN
La iglesia del poblado lleva por nombre Santo Domingo De Guzmán. Dicha edificación data del año de 1649, la cual fue construida por la orden de los Dominicos al inicio de la evangelización en esta región. 
Es por ello, que El Santo Patrón de la Comunidad es Santo  Domingo de Guzmán. Su fiesta se lleva a cabo según la tradición del pueblo el día 4 de agosto. Mientras que la festividad según el calendario litúrgico de la Iglesia Católica, marca su festividad el día 8 de agosto.
Es a raíz de esto, que en la comunidad se celebra dos veces la festividad del Santo Patrón,  por un lado el día 4 de agosto, según la tradición del pueblo, y el día 8 de agosto según la festividad litúrgica.
Durante el novenario de preparación para la fiesta patronal, se lleva el Santisimo Sacramento en procesión por cada uno de los sectores que conforman la parroquia, dichos sectores adornan con un color propio para recibir al Santísimo, él cuál se quedará ahí todo el día, y por la tarde volverá a recorrer el sector, hasta llegar a  una casa donde se celebrará la Santa misa.
Durante dichas festividades, el día anterior en las Vísperas, como es costumbre, se hace la entrada de promesas con los arreglos Florales y la entrada de cera acompañada por la banda de viento y por el estandarte del Santo Patrón  
El día principal de la festividad, se acostumbra a llevar las mañanitas con banda, en donde muchas personas se dan cita para ir a cantar a su santo Patrón. Durante dicho acto, personas de la comunidad llevan café, atole y pan para compartir con los asistentes a las mañanitas.
Por la tarde se hace la Misa Solemne en Honor al Santo Patrón, dando gracias por todos los bienes recibidos.
Al término de la celebración Cargan la imagen del Santo Patrón para que acompañe durante la convivencia de la comunidad en la mesa, mientras se comparte el Pan y la Sal, acompañan eventos culturales para el disfrute de propios y visitantes de la comunidad. Al término se hace la procesión con la Sagrada Imagen por las calles del pueblo.
SANTIAGO APÓSTOL
Esta festividad se celebra el día 25 de julio.
Dicha festividad es organizada por los mayordomos de la Imagen del Señor Santiago Apóstol, que al igual que en las anteriores celebraciones de los Santos patrones, en las Vísperas de la festividad, se lleva a cabo la entrada de promesas en donde no solamente las familias donan flores y cera, sino que también la vestidura que utilizará la imagen durante su festejo y durante el año, dichas vestiduras consisten en una túnica o traje que lleva el santo, acompañado de una capa, unas botas, un lazo y un sombrero .
Durante el día 25, al igual que las demás mayordomías, acompañan desde temprano a dar las mañanitas con banda. Posteriormente antes de iniciar la celebración Solemne, tanto los mayordomos como gente devota del Santo, realizan una cabalgata acompañada del estandarte del Santo, hasta llegar a la parroquia en donde después de ser recibidos se preparan para acompañar en la celebración de la santa misa .
Al término de la celebración, se comparte el pan y la sal con los Asistentes, y al concluir acompañan todos a la procesión incluidos los devotos que van en caballo.

SAN ISIDRO LABRADOR
Esta festividad se realiza el día 15 de mayo, celebrando a San Isidro Labrador quien es Patrón de todos los que se dedican a las actividades del campo.
Esta celebración es diferente a las anteriores, puesto que antes de llevarse a cabo, los dos días previos la festividad,  se lleva la imagen puesta en una camioneta y acompañada por el sacerdote a los principales campos de cultivos en donde se da la bendición para que la tierra sea fértil y pueda haber buenas cosechas. Es por ello, que durante sus Vísperas, en lugar de que se hagan la entrada de promesas con los arreglos Florales y la cera, se lleva a los campos y acompañan durante la misa de bendición de cultivos. 
El día de la festividad,  alrededor de las 9:00 o 10:00  de la mañana se convoca a procesión en donde la imagen sale de la parroquia acompañada de los campesinos que llevan consigo sus semillas que van a sembrar y sus arados en dirección hacia uno de los campos de cultivo que se encuentran fuera del pueblo, durante este peregrinar, la banda de viento va acompañando con sones religiosos hasta llegar al campo de destino, en donde al llegar se deja la imagen y se disponen a participar de la celebración Solemne,  en donde se bendicen los semillas, los arados, los campos y las yuntas pero sobre todo, para pedir un buen temporal que permita  que llueva lo suficiente y así obtener buenas cosechas.
Posteriormente se lleva a cabo una comida de acción de gracias  con las cosechas que se obtuvieron el año anterior, al término de ella, se disponen a regresar en procesión del campo con destino hacia la parroquia dando gracias y pidiendo se les permita llegar a la próxima festividad dentro de un año.

FESTIVIDAD DEL V DOMINGO DE CUARESMA
Dicha festividad es la más grande de todas. 
Tienen su lugar durante el Santo Tiempo de Cuaresma siendo más exactos el Último domingo antes de Domingo de Ramos.
Esta celebración venera la imagen de Cristo Crucificado, conocida en el pueblo como El Señor de Cuachichinola. Una de las imágenes más veneradas y más antiguas de la parroquia. 
Durante esta celebración se tiene la visita de pueblos y parroquias que a través de los años han formado un gran vínculo de hermandad entre ellas, dichas comunidades son: San Francisco  Xalatlaco (municipio) barrio San Miguel Arcángel de la comunidad de Tepoztlan, barrio Santo Domingo De Guzmán Tepoztlan y Familias de la parroquia La asunción de Yautepec.
Cada una de estas comunidades en las Vísperas como en el día de la festividad vienen con ofrendas en honor al Cristo de Cuachichinola, agradeciendo por todos los favores recibidos y pidiendo su protección. Dentro de las ofendas no solamente traen consigo los arreglos Florales, sino también ceras, el Cendal que utilizará la imagen del cristo, así como los adornos que se colocaran dentro del templo. 
Cabe mencionar, que así como se recibe la visita de las demás comunidades y sus ofrendas, de la misma manera, la parroquia de Ticumán en coordinación con los mayordomos del Cristo de Cuachichinola van a las comunidades a dejar ofendas y de esta manera fortalecer los vínculos de hermandad. 

SEMANA SANTA
Durante los festejos de  la Semana Santa dentro de la parroquia se realizan diversas conmemoraciones, dentro del llamado  Triduo pascual iniciando el Jueves Santo, se conmemora la Institución de la Eucaristia y el Lavatorio de pies posteriormente se hace la adoración del Santísimo en el monumento y a su vez, se acompaña en el huerto con la imagen Sagrada de Padre Jesús recordando su encarcelamiento antes de ser condenado a morir Crucificado, durante toda la noche quienes acompañan velando la imagen, se les reparte pedazos de pan que son bendecidos durante la celebración de la institución de la eucaristía. 
El día Viernes Santo de lleva a cabo el Viacrucis con las imágenes de Padre Jesús y la virgen de los dolores, en donde se recuerda todo el camino que recorrió Jesús antes de morir en la cruz, todo la feligresía católica se congrega en una mega procesión que incluso recibe la visita de diversos turistas que vienen a descansar y a celebrar la semana mayor.
Por la tarde-noche se conmemora el pesame a la virgen de los Dolores, haciendo un rosario y al término  se lleva a cabo la procesión del silencio en donde se acompaña la imagen de la virgen de los Dolores y la imagen de Santo entierro.
El día  sábado santo por la noche, se lleva a cabo la bendición del fuego nuevo y la alegría de la resurrección en donde se bendice los cirios pascuales y el agua bendita y se venera la imagen del Señor resucitado.
El Domingo de Resurrección se conmemora el triunfo de Cristo sobre la muerte con misa a las 12:00pm

### Carnaval
En carnaval se celebran los bailes con el ritmo de la tambora y los disfraces de chinelos, que son típicos de toda esta región del estado de Morelos.
El baile se desarrolla por a pequeños brincos y cada danzante tiene su propio estilo. Es dirigido por las tamboras del pueblo, que se turnan en el transcurso del día.

### Día de Muertos
Se celebra del 1 al 2 de noviembre, como en muchos pueblos del centro de México, la celebración del Día de Muertos es practicada por los habitantes de Ticumán. Se construyen altares con ofrendas en las casas y en el panteón del pueblo. El panteón que se encuentra detrás del palacio municipal, se llena de familiares que adornan las tumbas con flores, veladoras y la comida predilecta de los difuntos.

## Poblaciones Cercanas a Ticumán
- Yautepec
- Tlaltizapán
- Tlaquiltenango
- Jojutla
- Cuautla